# Limone Piemonte
Limone Piemonte is een gemeente in de Italiaanse provincie Cuneo (regio Piëmont) en telt 1469 inwoners op 31 december 2016. De oppervlakte bedraagt 71,3 km2.
Limone had in de middeleeuwen een strategische ligging nabij de Tendapas. Vanaf de 13e eeuw lag Limone aan de Alta Via del Sale ("de hoge zoutweg"). De economie groeide door het transport van mensen en goederen over de Alpen. In 1581 kwam Limone in het bezit van Savoye. In 1882 werd de plaats verder ontsloten door de opening van een wegtunnel, in 1898 aangevuld met de Tendaspoorlijn die onder de Tendapas loopt via de Tendaspoortunnel. Sinds het midden van de 20e eeuw ontwikkelde Limone Piemonte zich als wintersportbestemming in de Riserva Bianca.

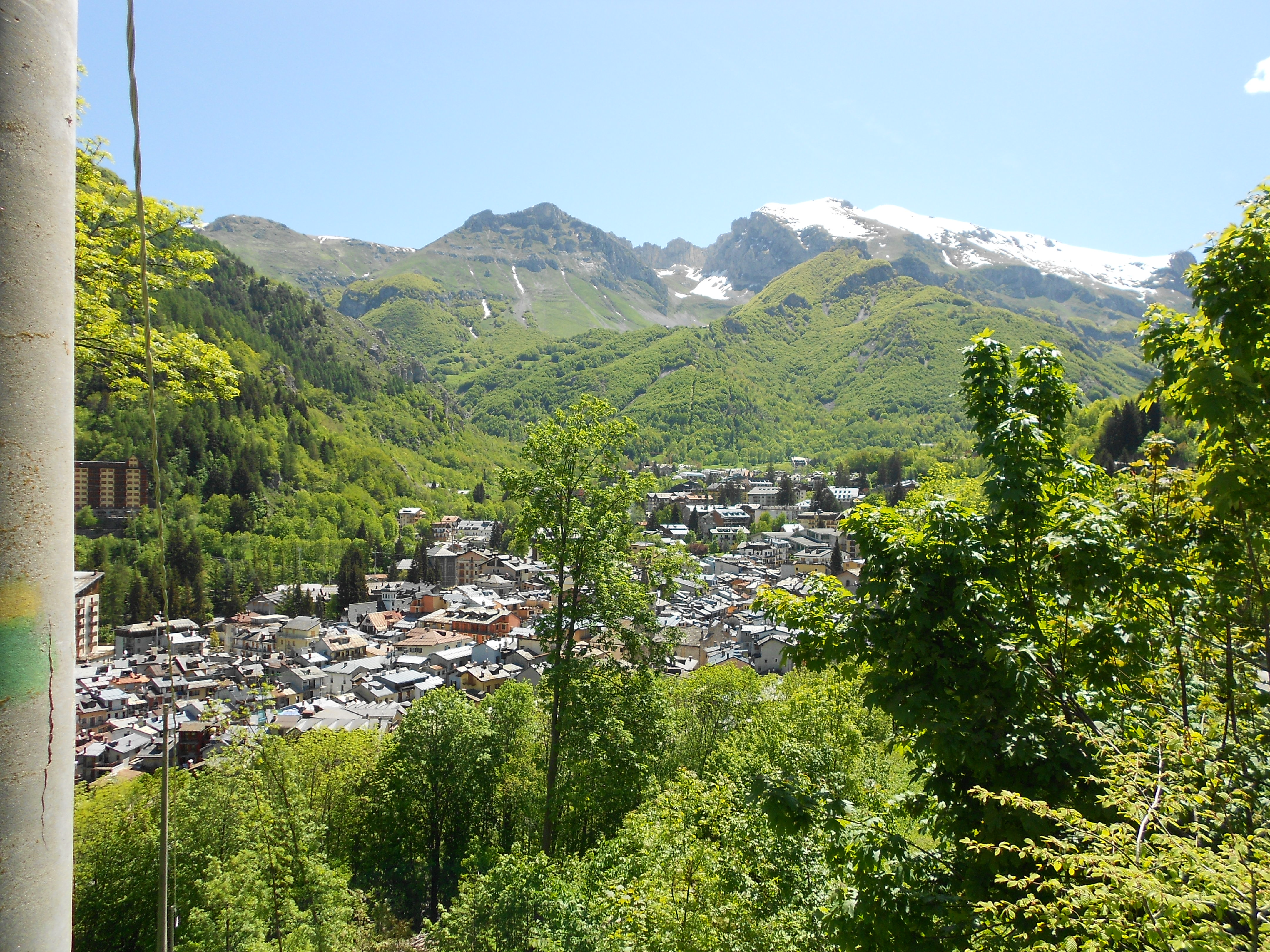
Limone
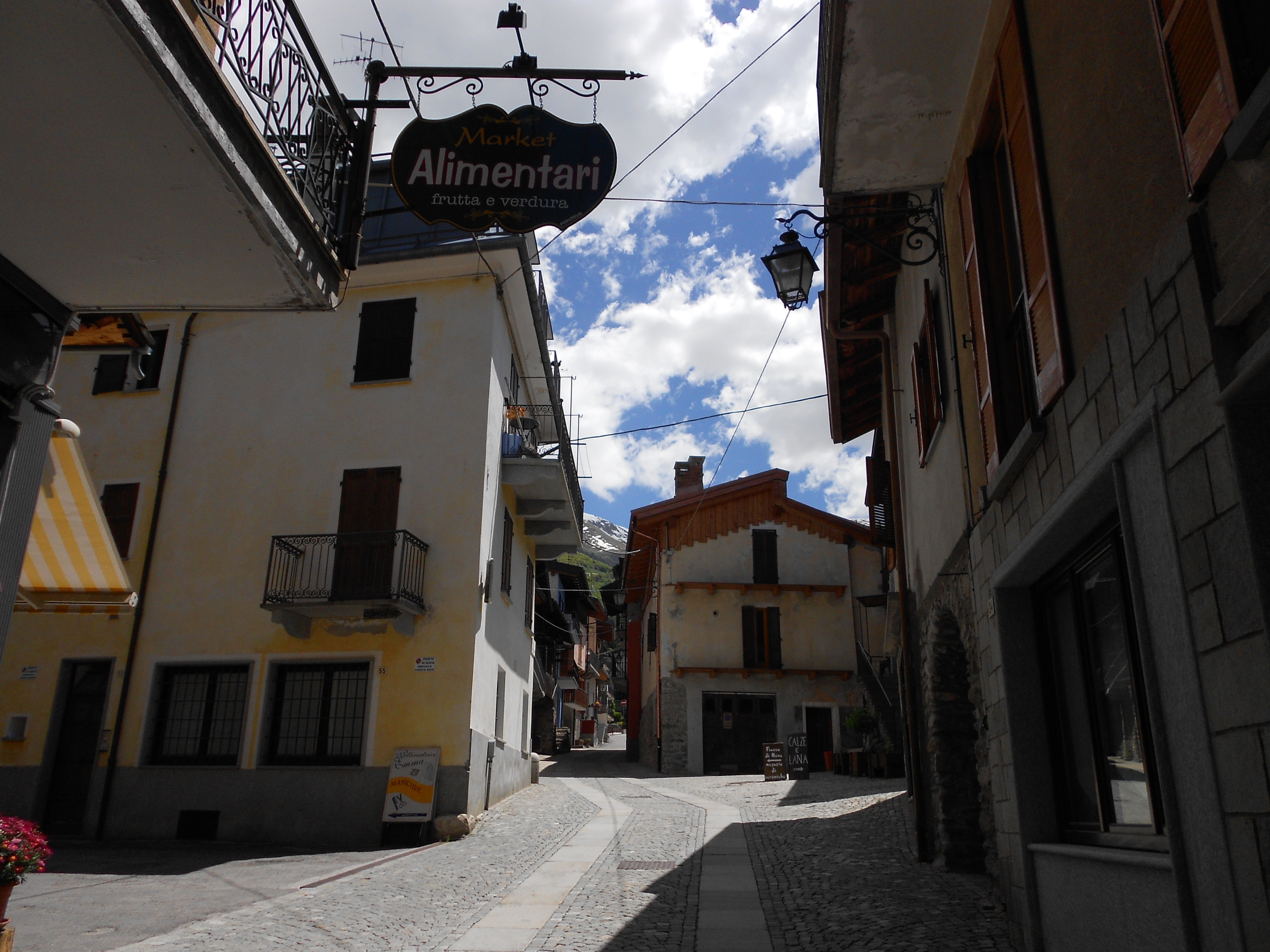
Centrum van Limone
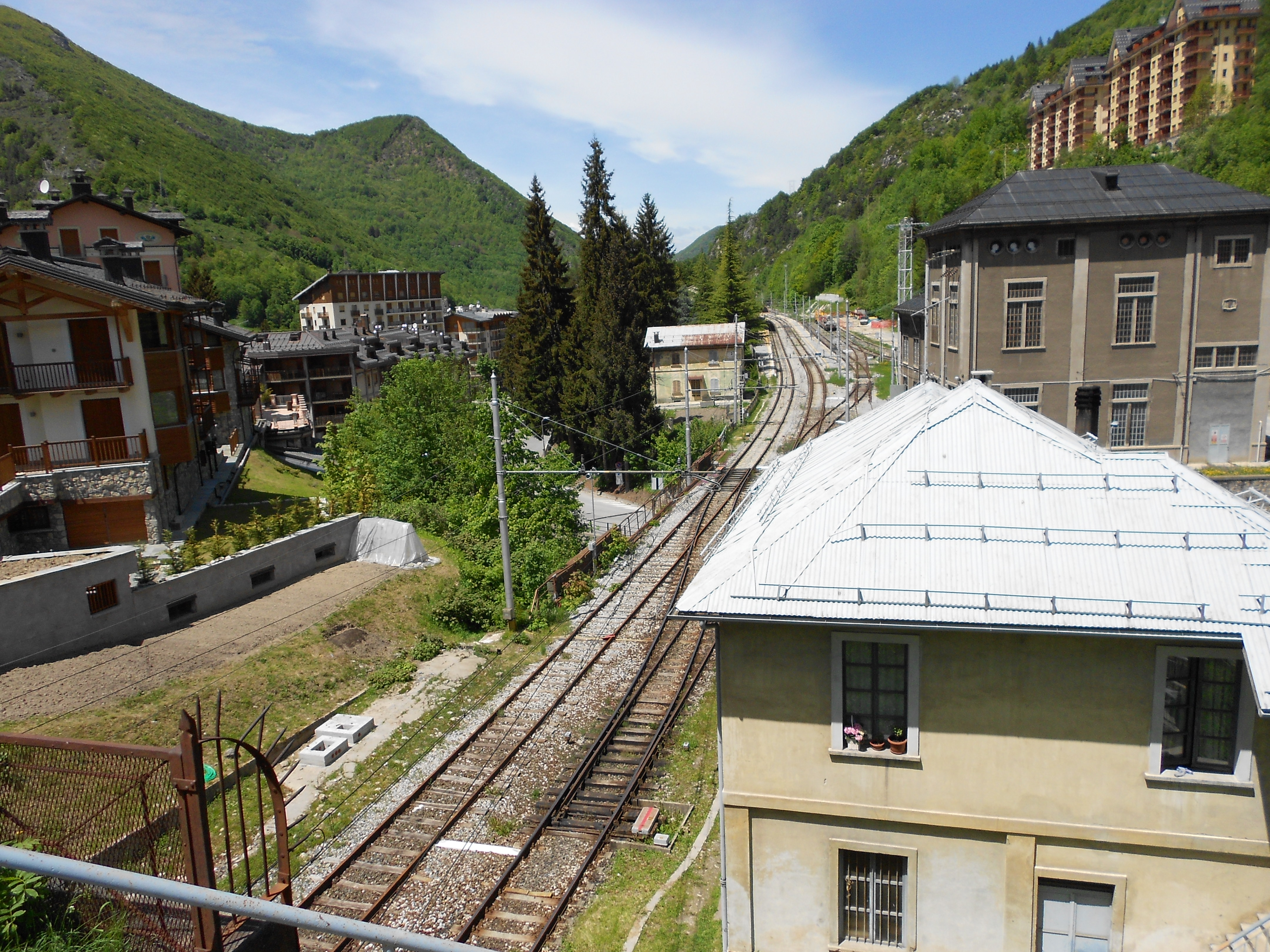
Station

## Demografie
Limone Piemonte telt ongeveer 850 huishoudens. Het aantal inwoners daalde in de periode 1991-2001 met 2,1% volgens cijfers uit de tienjaarlijkse volkstellingen van ISTAT.
| Jaar | Inwoneraantal |
| ---- | ------------- |
| 1991 | 1581          |
| 2001 | 1548          |

## Geografie
Limone Piemonte grenst aan de volgende gemeenten: Boves, Briga Alta, Chiusa di Pesio, Entracque, La Brigue (FR-06), Peveragno, Tende (FR-06), Vernante.

## Toerisme
Limone is een ouderwets wintersportplaatsje op de grens van Frankrijk en Italië. Vanaf het einde van de Tweede Wereldoorlog tot de jaren 1980 ontwikkelde de gemeente zich als wintersportgebied. Het stadje heeft zijn middeleeuws karakter behouden maar heeft ook luxehotels. In het centrum staan de gotische parochiekerk San Pietro in Vincoli en een 16e-eeuwse fontein.
Afhankelijk van de sneeuwhoogte is het sneeuwgebied met kleinere plaatsjes in de buurt verbonden tot een redelijk groot skigebied. Er zijn hoofdzakelijk rode en blauwe pistes in dit wintersportgebied. Er zijn ook brede pistes, die Limone geschikt maken voor familieafdalingen.
Limone is midden in de bergen en de bossen gelegen. De toegangsweg vanaf Ventimiglia loopt door de Gorges, een toeristische attractie.

## Bereikbaarheid
Limone ligt tussen de steden Ventimiglia en Cuneo. Limone is goed bereikbaar per auto.
Vanaf Nice is er ook een treinverbinding naar Limone.